# 公安部后勤供应处农场
公安部后勤供应处农场，是中国内蒙古自治区呼伦贝尔市扎兰屯市下辖的一个类似乡级单位。

## 行政区划
公安部后勤供应处农场共辖以下地区：
虚拟后勤供应处农场生活区。